# Kapowai (fleuve)
Le fleuve Kapowai  (en  anglais : Kapowai River) est un cours d’eau de la région de Waikato dans l’Île du Nord de la Nouvelle-Zélande.

## Géographie
Il est localisé  dans la Péninsule de  Coromandel, et s’écoule vers le nord à partir de sa source à l’intérieur des terres à partir de Tairua, atteignant la mer à ‘Whitianga Harbour’